# Весна (сборник)
«Весна» (фр. Le Printemps) — сборник стихов французского поэта Теодора Агриппы д’Обинье, над которым автор работал с 1571 года до 1620-х годов, но так и не решился издать.

## Состав и оценки
Книга включает подборку стансов, од и сонетов, причём последние объединены в цикл «Гекатомба Диане». Это 100 сонетов, выдержанных в духе петраркизма и посвященных возлюбленной поэта в 1571—1573 годах Диане Сальвиати, племяннице Кассандры — возлюбленной Пьера Ронсара. Подражая в структурном отношении «Книге песен», воссоздавая портрет возлюбленной в соответствии с каноном Петрарки, д’Обинье по существу устраняет подробно артикулированную итальянским поэтом философию любви и всецело сосредотачивается на двойственности чувства, «будучи раздираем между любовью и страданием». Трагический пафос «Весны», где Петрарка оказывается в значительной мере скорректирован кровавой поэтикой в духе Сенеки и библейской образностью, заметно отличает книгу от других памятников французского петраркизма.
Литературовед Юрий Виппер считал, что сонеты и особенно стансы Агриппы д’Обинье по своей интонации отличаются от аналогичных сочинений поэтов Плеяды и скорее перекликаются с творчеством Дю Бартаса: «В отличие от присущего Плеяде тяготения к гармонии и соразмерности, здесь, наоборот, все преисполнено дисгармонии и чувства безмерности. Большинство стансов пронизано яростным, доходящим до степени пароксизма отчаянием. Отчаяние Агриппы принимает космический характер: оно перерастает в ощущение разлада с миром, окрашивает все восприятие поэтом действительности, побуждает его упиваться картинами гибели, упадка, тления, то и дело преображается в фантастические видения. Вторая своеобразная особенность стансов — это невиданный ранее динамизм в передаче чувств и их движения. Эмоции Агриппы изливаются в виде потока, порождая необычайную, спонтанную и мощную стремительность ритма».